# Vakantie Racer
Vakantie Racer is een computerspel uitgegeven door Davilex. De bedoeling van het spel is om, vanuit Maastricht, zo snel mogelijk naar camping Walhalla in Monaco te racen.
Samen met enkele andere games van Davilex is Vakantie Racer bewaard in een onderzoeksproject van het Nederlands Instituut voor Beeld en Geluid.
In Duitsland is een soortgelijk spel verschenen onder de titel Urlaubs Raser, en in Verenigd Koninkrijk als Holiday Racer.

## Plot
De speler heeft met de rest van zijn straat de hoofdprijs gewonnen in de Straatloterij Show: drie weken lang doorbrengen op de Camping Walhalla in Monaco. De camping is echter voor de eerstkomende 20 jaar volledig volgeboekt. Gelukkig hebben de organisatoren van de Straatloterij Show nog één kampeerplek te pakken gekregen. Wie als eerste vanuit Maastricht (in de Duitse versie Aken, en in de Franse en Engelse versie Calais) op de camping aankomt wint de hoofdprijs.